# Siselen

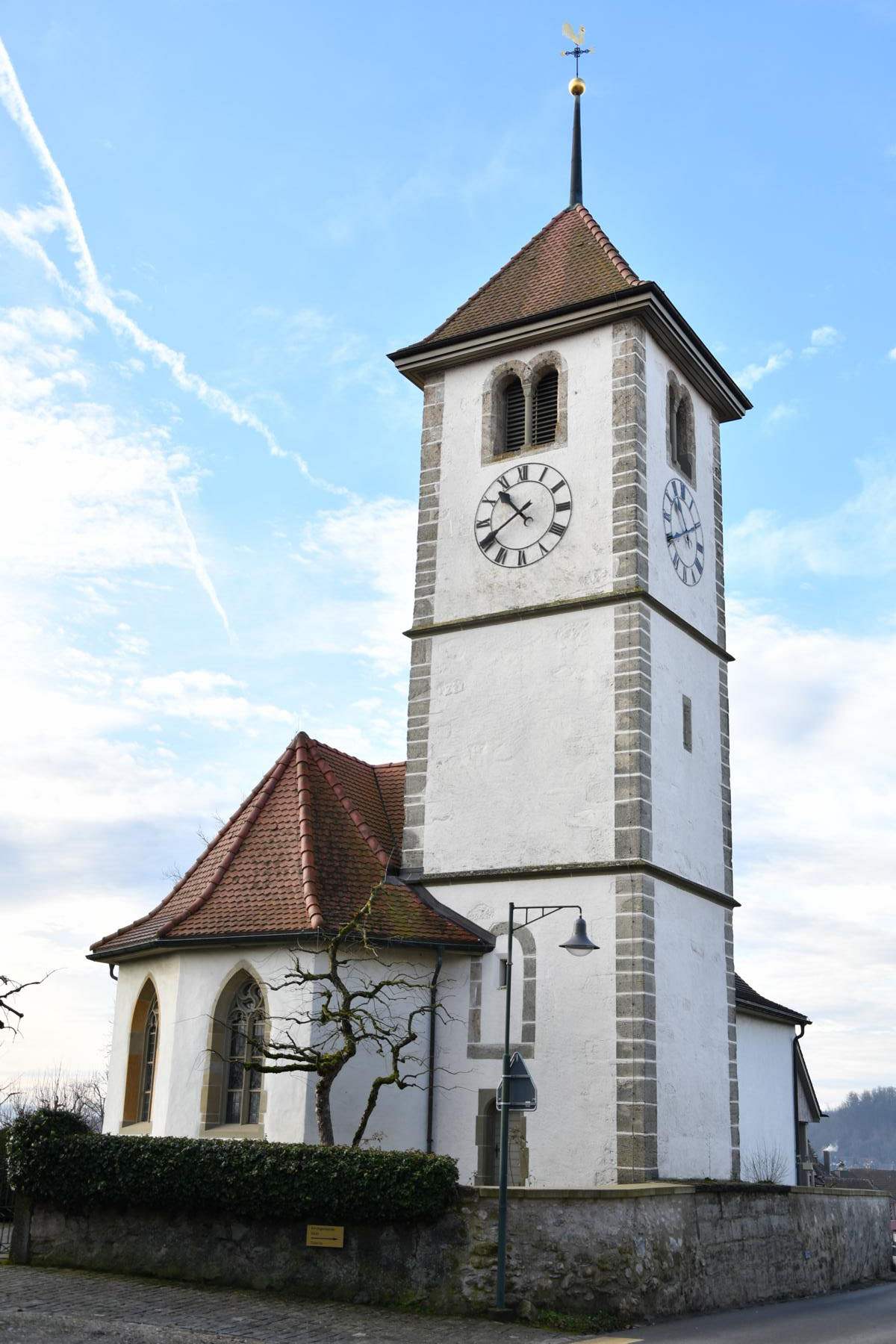
Siselen

Siselen (Frans (verouderd): Zezèle) is een gemeente en plaats in het Zwitserse kanton Bern, en maakt deel uit van het district Seeland.
Siselen telt 599 inwoners.